# Aga Khan II
Aga Khan II, in persiano آغا خان دوم, Āghā Khān-i Duwwum o, meno comunemente ma più correttamente آقا خان دوم, Aqa Khan-i Duwwum (Mahalat, 1830 – Pune, 17 agosto 1885), era il titolo di Aqa Ali Shah (persiano: آقا علی شاه; Āqā ‘Alī Shāh), il 47º Imam dei musulmani Ismailiti Nizariti.
Membro della famiglia reale persiana, assunse il suddetto rango nel 1881. Durante la sua vita, contribuì allo sviluppo non solo degli Ismailiti, ma anche della più vasta comunità musulmana dell'India. Fu, inoltre, un appassionato sportivo e cacciatore.

## Biografia

### Giovinezza ed educazione

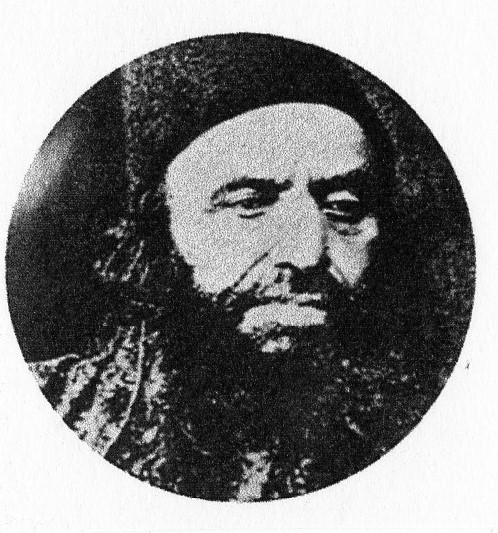
Aga Khan I, padre di Aqa Ali Shah

Aqa Ali Shah nacque nel 1830 presso Mahalat in Iran. Era il figlio maggiore di Aga Khan I ed il solo maschio sopravvissuto dei figli avuti da suo padre con Sarv-i Jahan Khanum (Sarv-i Jahān Khānum, morta nel 1882). Aqa Ali Shah era membro della famiglia reale iraniana, in quanto sua madre era la figlia di Fath Ali Shah, il secondo sovrano della dinastia Qajar. Il suo rango come Principe della famiglia reale fu riconosciuto anche da Nasser al-Din Shah Qajar quando il padre di Aqa Ali Shah morì. Nasser al-Din stesso eseguì una cerimonia svolta tra i Principi persiani per segnare la fine del lutto per i parenti deceduti. Inoltre, Nasser al-Din inviò una tunica d'onore e l'emblema della Corona persiana tempestata di diamanti ad Aga Ali Shah come segno della parentela dello Shah con la famiglia dell'Aga Khan.
Dalla parte di suo padre, Aga Ali Shah faceva risalire la sua ascendenza al profeta Maometto, attraverso sua figlia Fatima e a suo genero ʿAlī ibn Abī Ṭālib. Discendeva anche dai califfi Fatimidi dell'Egitto. Trascorse i suoi primi anni a Mahalat; tuttavia, i tentativi di suo padre di riguadagnare la sua precedente posizione come governatore di Kerman resero la residenza lì difficile, e così Aqa Ali Shah fu portato in Iraq con sua madre nel 1840. Là studiò l'arabo, il persiano e la dottrina ismailita nizarita, e si guadagnò presto una reputazione come autorità in materia di letteratura persiana e araba, come studente di metafisica e come esponente di filosofia religiosa. Alla fine degli anni 1840, le mutate circostanze politiche permisero ad Aqa Ali Shah di ritornare in Persia dove subentrò ad alcune delle responsabilità di suo padre. Nel 1853, Sarv-i Jahan Khanum e Aqa Ali Shah raggiunsero Aga Khan I a Bombay. Come erede diretto di suo padre all'imamato ismailita, Aqa Ali Shah visitò frequentemente varie comunità ismailite in Asia meridionale, particolarmente quelle di Sindh e Kathiawar.

### Imamato ismailita

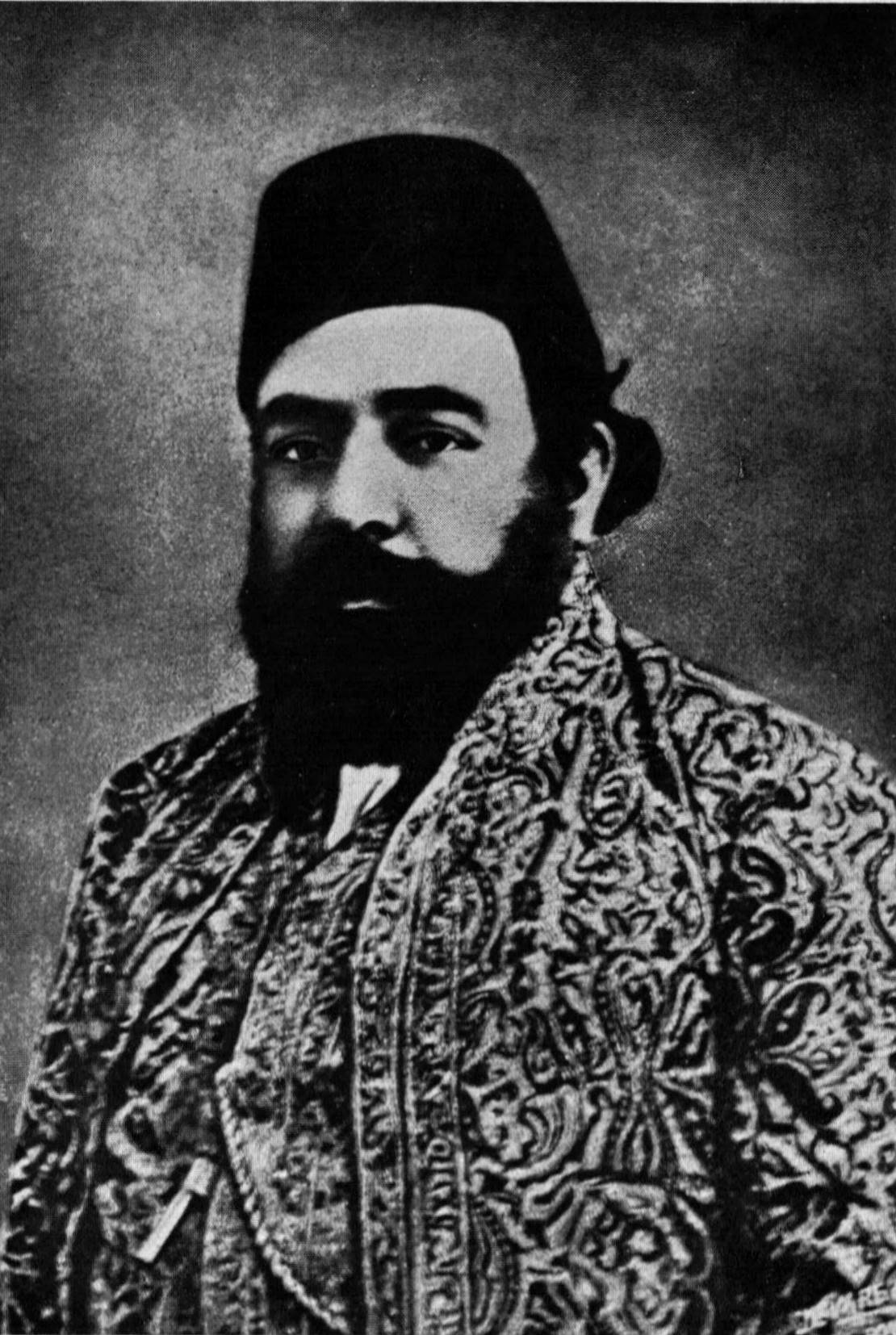
Aga Khan II

Aqa Ali Shah divenne Imam degli Ismailiti alla morte di suo padre nel 1881, ereditando anche il titolo di Aga Khan di suo padre. Aga Khan II mantenne i legami cordiali che suo padre aveva sviluppato con i Britannici e fu nominato al Consiglio legislativo di Bombay (l'Assemblea legislativa del Raj Britannico in India durante gli anni centrali del dominio) quando sir James Fergusson era il governatore di Bombay. Questa fu una conquista degna di nota, dato che "la nomina al Consiglio a quei tempi era una rara distinzione conferita solo a uomini di eminente capacità ed elevata posizione sociale".
L'Imam Aqa Ali Shah ereditò anche la sollecitudine di suo padre per i suoi seguaci ed era ben al corrente delle loro necessità, avendo ricevuto da suo padre il compito di visitare le varie comunità dell'Asia meridionale. Ad esempio, quando era sorta confusione per il fatto che alcuni di questi seguaci in India erano governati in parte dalla legge musulmana e in parte dalla legge indù, nel 1874 fu nominato membro di una commissione costituita per presentare proposte di emendamenti alla legge riguardante la sua comunità.
Avendo a cuore il benessere dei suoi seguaci, aprì anche numerose scuole per loro a Bombay e altrove, e fornì assistenza finanziaria alle famiglie bisognose. Anche se il suo imamato durò solamente quattro anni, fu in grado di aumentare i contatti con i suoi seguaci che vivevano fuori del subcontinente asiatico, particolarmente quelli che risiedevano nelle regioni dell'alto Amu Darya, in Birmania e in Africa orientale. Ricevette grande riconoscimento per la sua opera in quanto "assolse i suoi impegnativi e onerosi doveri in una maniera che attrasse l'ammirazione e l'approvazione della comunità".

### Stretti rapporti con altre comunità musulmane
L'Imam Aqa Ali Shah era tenuto in grande stima dalla popolazione musulmana indiana, un risultato del miglioramento delle condizioni della sua comunità, delle sue politiche e del suo attivismo sociale. Fu eletto presidente dell'Associazione nazionale maomettana, una posizione che tenne fino alla morte. Nel suo ruolo di presidente, fu coinvolto anche nella promozione e nell'organizzazione di istituzioni educative e filantropiche che servirono a migliorare le vite dei membri della comunità dei Musulmani in India, più grande.
Come suo padre prima di lui, l'Imam Aqa Ali Shah mantenne stretti legami con l'ordine dei Sufi Nimatullahi. Questa relazione fu senza dubbio facilitata dalla comune eredità Alid che Aqa Ali Shah e i Nimatullahi condividevano: sia Shah Nimatullah Wali (morto nel 1430-1), il fondatore eponimo dell'ordine, che Aqa Ali Shah facevano risalire la loro ascendenza all'Imam sciita Ja'far al-Sadiq e, di conseguenza, ad Ali. Sembra che l'affiliazione tra i Nimatullahi e gli Imam nizariti possa essere fatta risalire almeno fino al XVIII secolo al 40º Imam
nizarita, che aveva strette connessioni con l'ordine. Prima di andare in India, Aqa Ali Shah aveva sviluppato strette relazioni con il leader di uno dei rami nimatullahi, Rahmat Ali Shah, che era stato ospite di Aga Khan I nel 1833. Dopo la morte di Rahmat Ali Shah nel 1861, Aqa Ali Shah inviò spesso denaro dall'India per la recita del Corano presso la sua tomba a Shiraz. Aqa Ali Shah ebbe stretti legami anche con lo zio di Rahmat Ali Shah oltre che uno dei successori dello stesso Rahmat Ali Shah, Munawwar ‘Alī Shāh (morto nel 1884). Aqa Ali Shah ricevette numerosi importanti visitatori appartenenti all'ordine nimatullahi, compreso il figlio di Rahmat Ali Shah, Muḥammad Ma‘Ṣūm Shīrāzī, che visitò l'India nel 1881 e rimase con Aqa Ali Shah per un anno. Un'altra eminente figura dell'ordine nimatullahi ricevuta da Aqa Ali Shah fu Safi Ali Shah, che andò per la prima volta in India nel 1863 su invito di Aqa Ali Shah.

### Matrimoni
Non si sa molto delle prime due mogli di Ali Shah, entrambe le quali morirono a Bombay. Il suo primo matrimonio con Maryam Sultana produsse due figli. Il maggiore, Shihab al-Din Shah (noto anche come Aqa Khalil Allah), nacque intorno al 1851-2 e scrisse alcuni trattati in persiano sull'etica musulmana e la spiritualità ismailita. Morì nel dicembre 1884 per un disturbo toracico quando aveva appena trent'anni, e fu sepolto a Najaf. Il secondo figlio, Nur al-Din Shah, che era fratello germano di Shihab al-Din Shah, morì intorno al 1884-5 in un incidente a cavallo presso Pune mentre era ancora nel pieno della giovinezza. Si diceva che, avendo perduto due dei suoi figli, Aqa Ali Shah fosse morto di crepacuore. Dopo la morte della sua prima moglie, Aqa Ali Shah si sposò una seconda volta, ma perse anche la sua seconda moglie.
Nel 1867, Aqa Ali Shah prese come sua terza moglie Shams al-Muluk, figlia di Khurshid Kulah Khanum (una delle figlie di Fat'h Ali Shah Qajar di Taj al-Dawla) e di Mirza Ali Muhammad Nizam al-Dawla (un nobile di grande influenza nella corte persiana), il nipote di Muhammad Hussain Khan Ispahani, il Primo Ministro di Shah Fateh Ali Qajar (morto nel 1834) dell'Iran. Shams al-Muluk era anche la nipote di Muhammad Ali Shah della dinastia Qajar. Ella è stata descritta come "una donna ben tornita dai lineamenti delicati e i luminosi occhi scuri nascosti dietro la sua yashmak [un copricapo tradizionale]", nonché come una donna che "si rivelò una dama assai notevole di raro successo e grande capacità organizzativa, e ben nota in tutto il mondo musulmano". Dal suo matrimonio con Shams al-Muluk, che divenne nota come Lady Ali Shah (morta nel 1938), Aga Khan II ebbe tre figli, due dei quali morirono in tenera età. Il suo unico figlio sopravvissuto e successore fu il sultano Muhammad Shah.

### Sport e hobby
Il padre di Aqa Ali Shah incominciò la tradizione di famiglia di far correre e allevare i cavalli a Bombay. Il primo Aga Khan possedeva alcuni dei più bei cavalli arabi del mondo, che furono ereditati da Aqa Ali Shah. il sultano Muhammad Shah notò in seguito che quando suo padre morì, "lasciò in essere una vasta e imponente azienda: falchi, cani da caccia e tra gli ottanta e i novanta cavalli da corsa".
Aqa Ali Shah non fu solo un abile cavaliere, ma anche un accanito sportivo e cacciatore, e fu particolarmente famoso per la sua caccia alle tigri in India. Si sa che inseguiva le tigri a piedi e che aveva un tiro così micidiale da abbattere in questa maniera almeno quaranta tigri.

### Morte
In un particolare giorno durante la caccia agli uccelli acquatici nei pressi di Pune, nel 1885, Aqa Ali Shah contrasse la polmonite. Descrivendo l'incidente, suo figlio, il sultano Muhammad Shah, scrisse più tardi: "Vi furono parecchie ore di forte pioggia, il terreno sotto i piedi era pesante e bagnato, e mio padre era zuppo fino al midollo. Si prese una grave infreddatura che si trasformò rapidamente e fatalmente in polmonite". Morì otto giorni più tardi, dopo un imamato durato quattro anni, e fu sepolto nel mausoleo di famiglia a Najaf sulla riva occidentale dell'Eufrate, vicino a Kufa e alla tomba dell'Imam Alì, uno dei luoghi più sacri del mondo per i musulmani sciiti. Il mausoleo è anche il luogo di riposo del nonno di Aqa Ali Shah, Shah Khalil Allah, che fu il quarantunesimo Imam degli Ismailiti nizariti, e per il quale fu inizialmente costruito il mausoleo.
La perdita prematura di suo padre, Aqa Ali Shah, avvenuta a così breve distanza dalla morte di suo fratello, Shihab al-Din Shah, deve essere stata straziante per il giovane sultano Muhammad Shah, che aveva solo sette anni e mezzo all'epoca. Il triste evento suscitò grande dolore anche all'interno della comunità musulmana. Aqa Ali Shah fu ricordato con affetto per l'opera svolta a favore del miglioramento della comunità, e anche come un intrepido cavaliere e cacciatore e una leggenda del suo tempo. Gli succedette suo figlio, il sultano Muhammad Shah, che divenne Aga Khan III.